# Louis Gautier (homme politique)
Pour les articles homonymes, voir Gautier.
Louis Gautier, né le 22 janvier 1810 à Aigre (Charente), mort le 26 janvier 1884 à Fouqueure (Charente),  est un homme politique français.

## Biographie
Négociant en eaux-de-vie, il est conseiller d'arrondissement et député de la Charente de 1876 à 1880, siégeant au groupe bonapartiste de l'Appel au peuple. Il démissionne en 1880 et est remplacé par son fils, René François Gautier.

## Sources
- Ressource relative à la vie publique :   - Base Sycomore
- « Louis Gautier (homme politique) », dans Adolphe Robert et Gaston Cougny, Dictionnaire des parlementaires français, Edgar Bourloton, 1889-1891 [détail de l’édition]